# Сосна приморская
Сосна́ примо́рская (лат. Pinus pinaster) — вид голосеменных растений из рода Сосна (Pinus). Быстрорастущая порода с твёрдой древесиной, происходящая из западной части Средиземноморья. Хорошо развивается в условиях средиземноморского климата с прохладными дождливыми зимами и жарким летом.

## Ботаническое описание
Высота дерева достигает 35 м, диаметр ствола — до 1,8 м. Ствол прямой, но может быть искривлён в верхней части. Кора оранжево-красная, толстая.
Крона зонтиковидной формы. Длина иголок 15—20 см, толщина до 2 мм.
Шишки конической формы, длина 10—20 см и ширина 4—6 см у основания. Шишки сначала зелёные, через два года обретают красно-коричневый цвет. Медленно раскрываются в течение нескольких лет до 8—12 см шириной. Семена 8—10 мм длиной, с 20—25-миллиметровым крылышком.

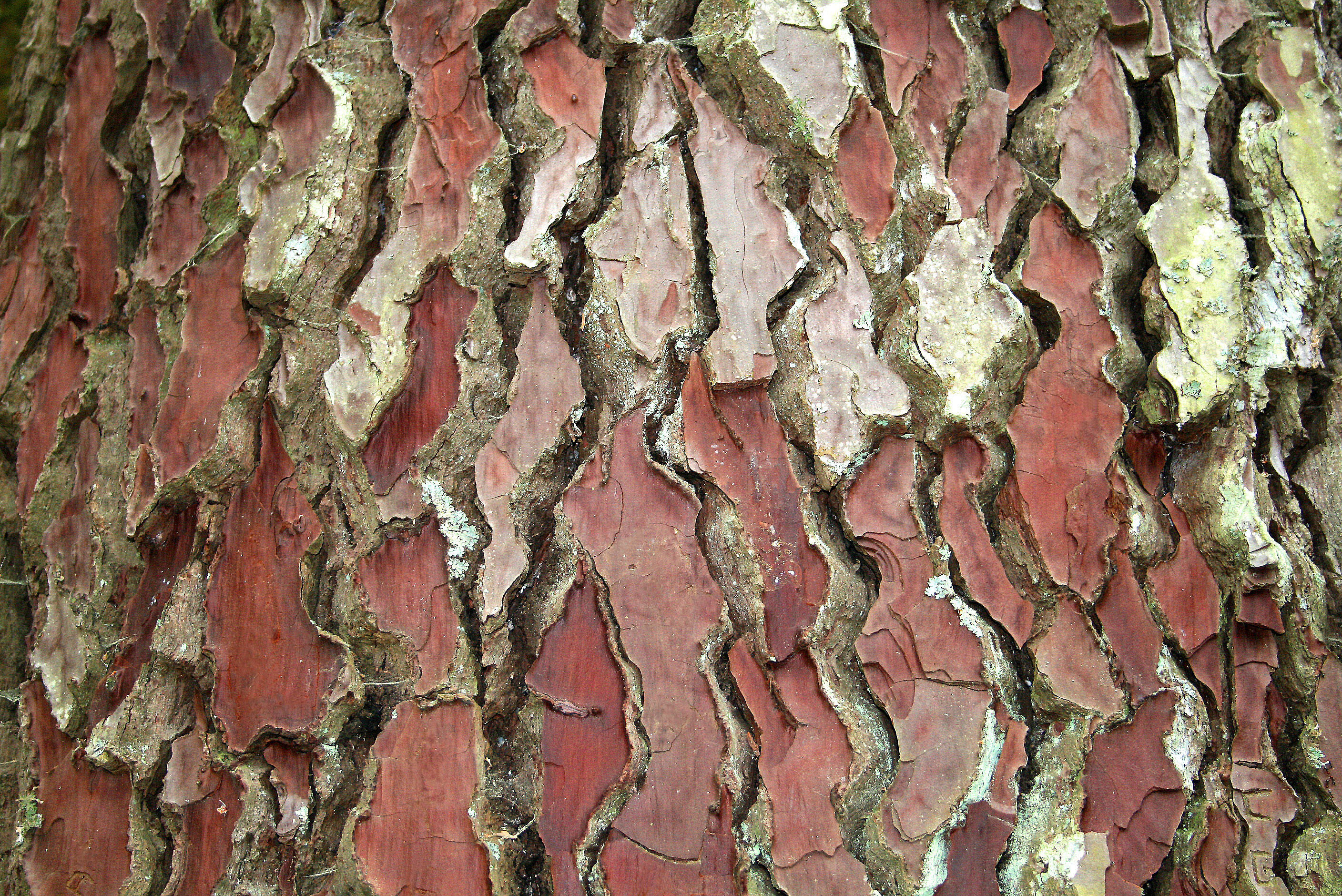
Кора
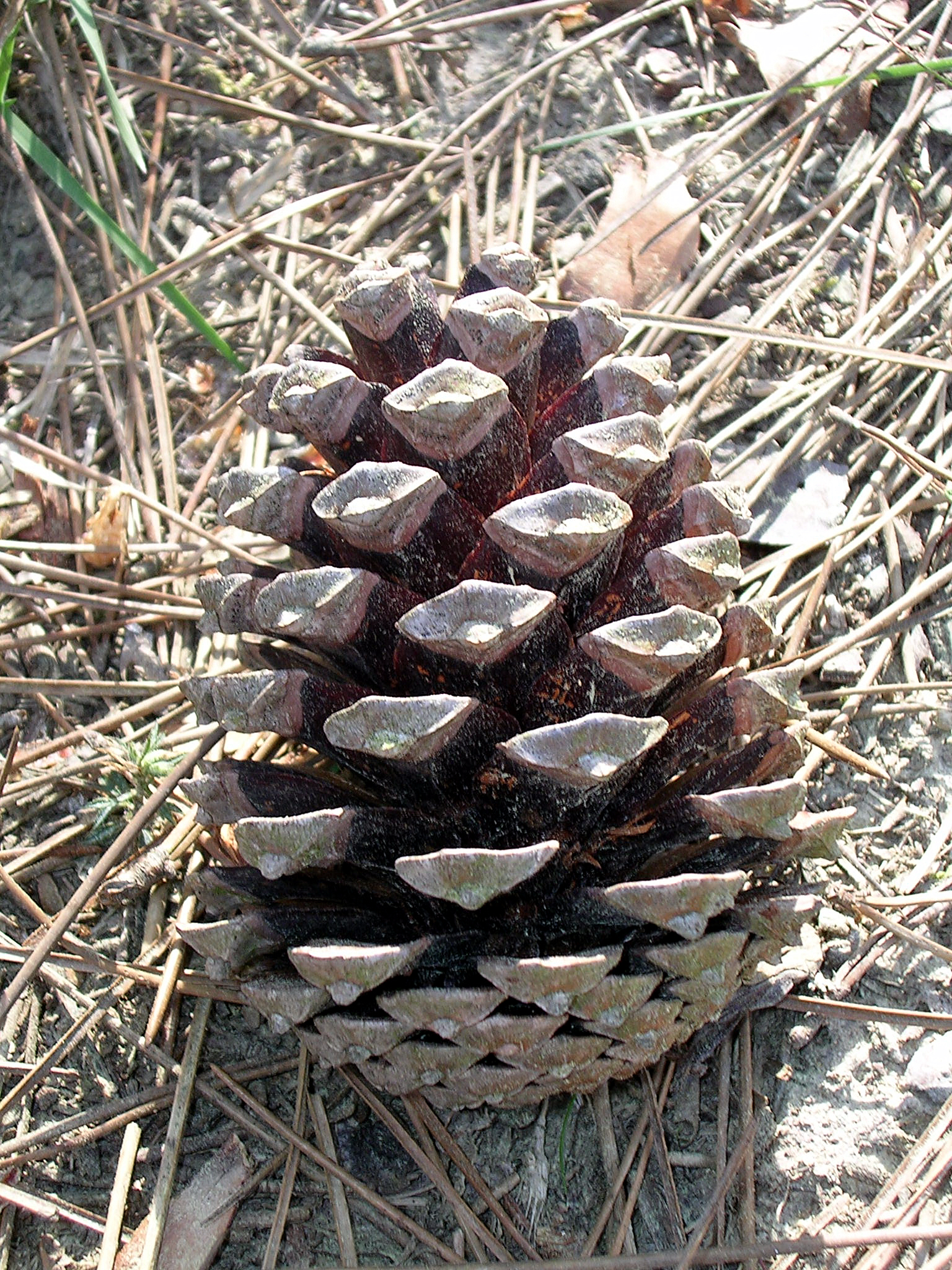
Женская шишка
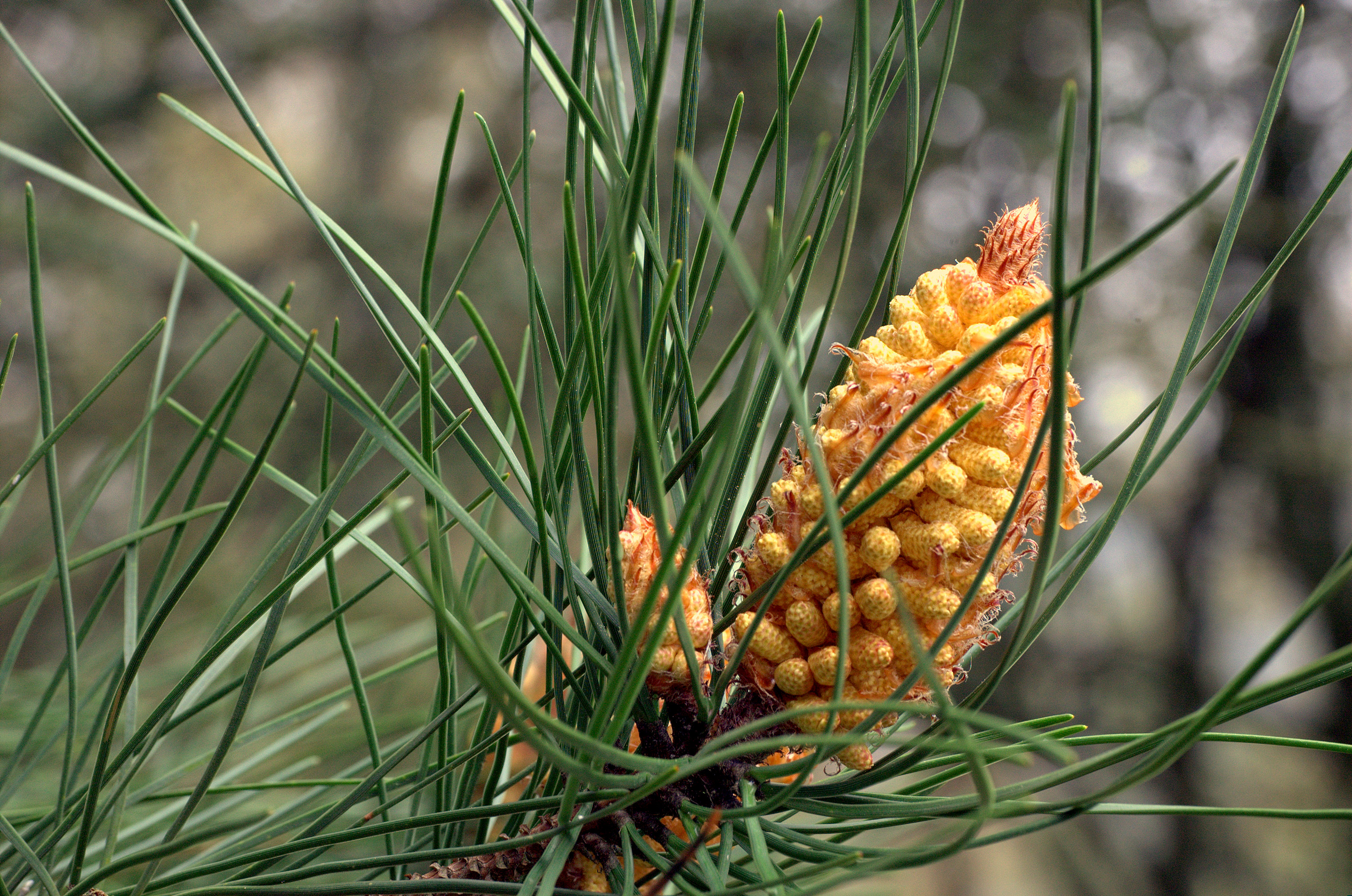
Мужские шишки
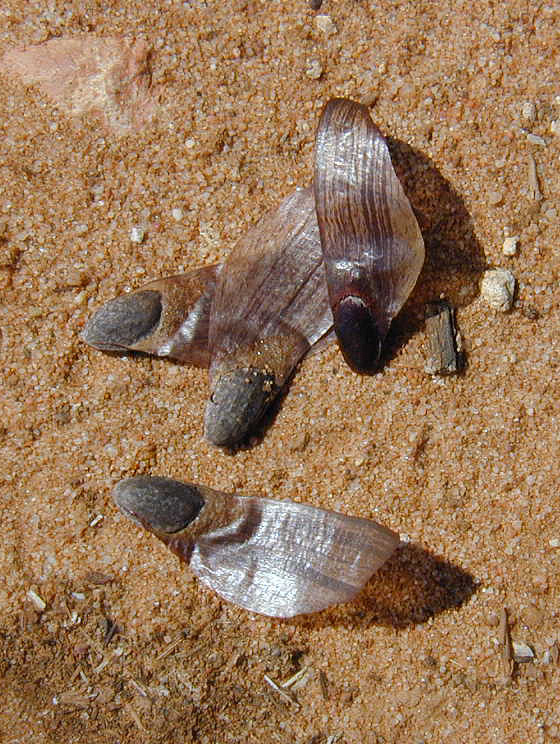
Семена

## История распространения в Южной Африке
Естественная область распространения этого вида сосны — Средиземноморский бассейн, в том числе Северный Тунис, Алжир и Марокко. После того как её завезли в Южную Африку в конце XVII века (1685—1693), приморская сосна стала популярным объектом экологических исследований из-за её интенсивного роста и распространения по территории региона. Она также была обнаружена на Капском полуострове в 1772 году. К концу XVIII века (1780) были проведены широкие посадки Pinus pinaster, а в начале XIX века (1825—1830)  Pinus pinaster стали разводить на коммерческой основе в качестве ресурса древесины для лесной промышленности. Сосновые породы захватывают большие площади, в частности районы, покрытые финбошем — кустарниковой растительностью, которая встречается на Южном побережье и на юге Западно-Капской провинции. Приморская сосна в большом количестве произрастает вблизи водостоков. Рассеивание сосновых семян ветром, потеря среды обитания местных видов и плодовитость сосны являются факторами, которые обеспечивают её широкое распространение. Данный вид предпочитает кислые почвы со средней и высокой плотностью растительности. Однако, сосна может расти также на основных почвах и даже на песчаных и бедных почвах, где лишь несколько пород могут быть выращены в коммерческих целях.

## Использование
Дерево широко используется на своей родине, являясь одной из самых важных древесных пород в лесном хозяйстве во Франции, Испании и Португалии. Лес Ланды на юго-западе Франции является самым большим искусственным лесом из приморской сосны в Европе. Смола  Pinus pinaster также является полезным источником скипидара и канифоли.
В дополнение к промышленному использованию, приморская сосна также является популярным декоративным деревом, часто высаживаемым в парках и садах в районах с теплым умеренным климатом. Вид прижился в некоторых районах Южной Англии, Аргентины, Южной Африки и Австралии.
Приморская сосна также используется в качестве источника флавоноидов, катехинов, проантоцианидинов и фенольных кислот. В продаже есть диетическая добавка, получаемая из экстрактов этого дерева, под названием Pycnogenol. Утверждается, что она может излечивать многие болезни. Однако, согласно обзору Кокранов за 2012 год, доказательств этого недостаточно для поддержки ее использования для лечения любого хронического расстройства.

## Синонимы
- Pinus corteana Beissn. nom. inval.
- Pinus detritis Carrière nom. inval.
- Pinus glomerata Salisb. nom. illeg.
- Pinus halepensis var. maritima Loudon
- Pinus helenica K.Koch nom. inval.
- Pinus lemoniana Benth.
- Pinus maritima Lam. nom. illeg.
- Pinus maritima var. major Loisel.
- Pinus maritima var. minor Loisel.
- Pinus minor Loudon nom. inval.
- Pinus monspeliensis Salzm. ex Duval-Jouve nom. inval.
- Pinus neglecta H.Low ex Gordon nom. inval.
- Pinus nigrescens Ten.
- Pinus nova-zelandica Lodd. ex G.Don nom. inval.
- Pinus pinaster subsp. acutisquama (Boiss.) Rivas Mart., A.Asensi, Molero Mesa & F.Valle
- Pinus pinaster var. acutisquama Boiss.
- Pinus pinaster var. lemoniana (Benth.) Loudon
- Pinus pinaster var. minor (Loisel.) Carrière
- Pinus pinaster var. pendula J.Nelson
- Pinus sancta-helenica Loudon ex Carrière nom. inval.
- Pinus scarina Steud. nom. inval.
- Pinus syrtica Thore